# Jamelão
Jamelão, pseudonimo di José Bispo Clementino dos Santos (Rio de Janeiro, 12 maggio 1913 – Rio de Janeiro, 14 giugno 2008), è stato un cantante brasiliano, tradizionale interprete dei samba della scuola Mangueira. Il suo nome d'arte è in riferimento al frutto dell'albero Syzygium cumini, che in portoghese è chiamato, appunto, jamelão.

## Biografia
Nato nel 1913 nel quartiere carioca di Corcundinha, trascorse la sua giovinezza nel quartiere Engenho Novo, dove la famiglia si era trasferita. Dopo la separazione dei genitori iniziò a lavorare per sostenere la famiglia; in questo periodo scoprì la scuola di samba Estação Primeira de Mangueira.
Si guadagnò il soprannome esibendosi nelle gafieiras, balli popolari e tradizionali. Iniziò a suonare in giovane età alla scuola Mangueira, e in seguito diventò uno dei principali interpreti della stessa. Passò poi al cavaquinho, trovando lavoro alla radio e nei locali notturni.
La consacrazione arrivò coi samba; la sua prima etichetta discografica fu la Odeon. Dal 1949 al 2006 fu interprete dei samba-enredo della scuola Mangueira, essendone la voce principale dal 1952, quando succedette a Xangô da Mangueira. Nel gennaio 2001 ricevette la medaglia dell'Ordem do Mérito Cultural.
Dal 2006 ebbe problemi di salute che infine lo costrinsero ad allontanarsi dal palco, dichiarando: "Non so quando tornerò, ma non sono triste". Morì alle 4 del mattino del 14 giugno 2008, all'età di 95 anni, presso la Pinheiro Machado Health House, nella sua città natale. La salma fu sepolta nel cimitero di São Francisco Xavier, nel quartiere di Caju, a Rio de Janeiro; l'artista è stato ricordato dalla Mangueira nel carnevale del 2022, insieme a Cartola e Mestre Delegado.